# Мандолина
Мандоли́на (итал. mandolino) — итальянский музыкальный инструмент с четырьмя двойными металлическими струнами (хорами), настроенными по квинтам и защипываемыми медиатором. Продолжительное звучание одной ноты обеспечивается использованием специфичного для мандолины приёма тремоло из быстрочередующихся ударов по струне.

## История
Предком мандолины и других инструментов лютневого семейства является арабский уд, появившийся в VIII веке во времена арабского завоевания Пиренейского полуострова сначала в Испании, а затем, продвигаясь на восток, и в других странах Западной Европы. На его основе стали появляться разновидности инструментов под названиями бандола, пандура, пандурина, мандора, мандола и другими, образованными от арабских корней ban, pan, tam, означающих лютневидные инструменты (см. танбур) и происходящих от греческого pandúra. Название мандолина (известно с 1634 г.) является уменьшительной формой слова мандола (известно с 1235 г.), то есть это меньший по размеру инструмент.
Один из ранних типов мандолины XVII—XVIII веков, под названием миланская мандолина, похожа на лютню и имеет 4—6 пар жильных (кишечных) струн с квартовой или кварто-терциевой настройкой Gм Hм E1 A1 D2 G2 .
В 1720—1730-х годах неаполитанский мастер Антонио Виначчиа создаёт новый вид мандолины, которая после усовершенствования Паскуале Виначчиа в 1835 году получила свою законченную форму. Её новшеством стала возможность установки металлических струн, наличие колковой механики, увеличенный объём резонаторного корпуса и длина инструмента, количество ладов увеличено с 12—13 до 17. Медиатор для игры на мандолине используется со второй половины XVIII века.

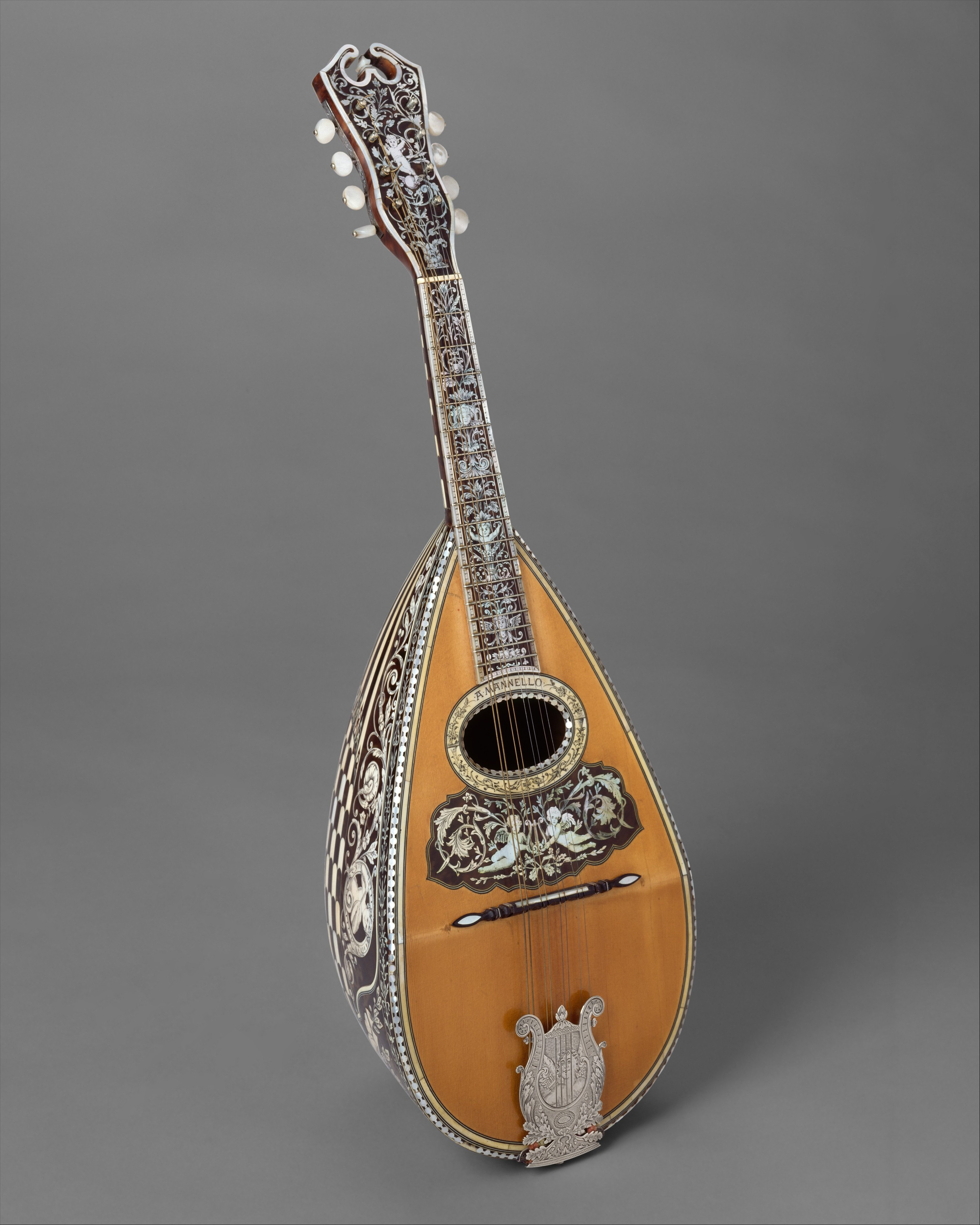
Неаполитанская мандолина 1900 г.
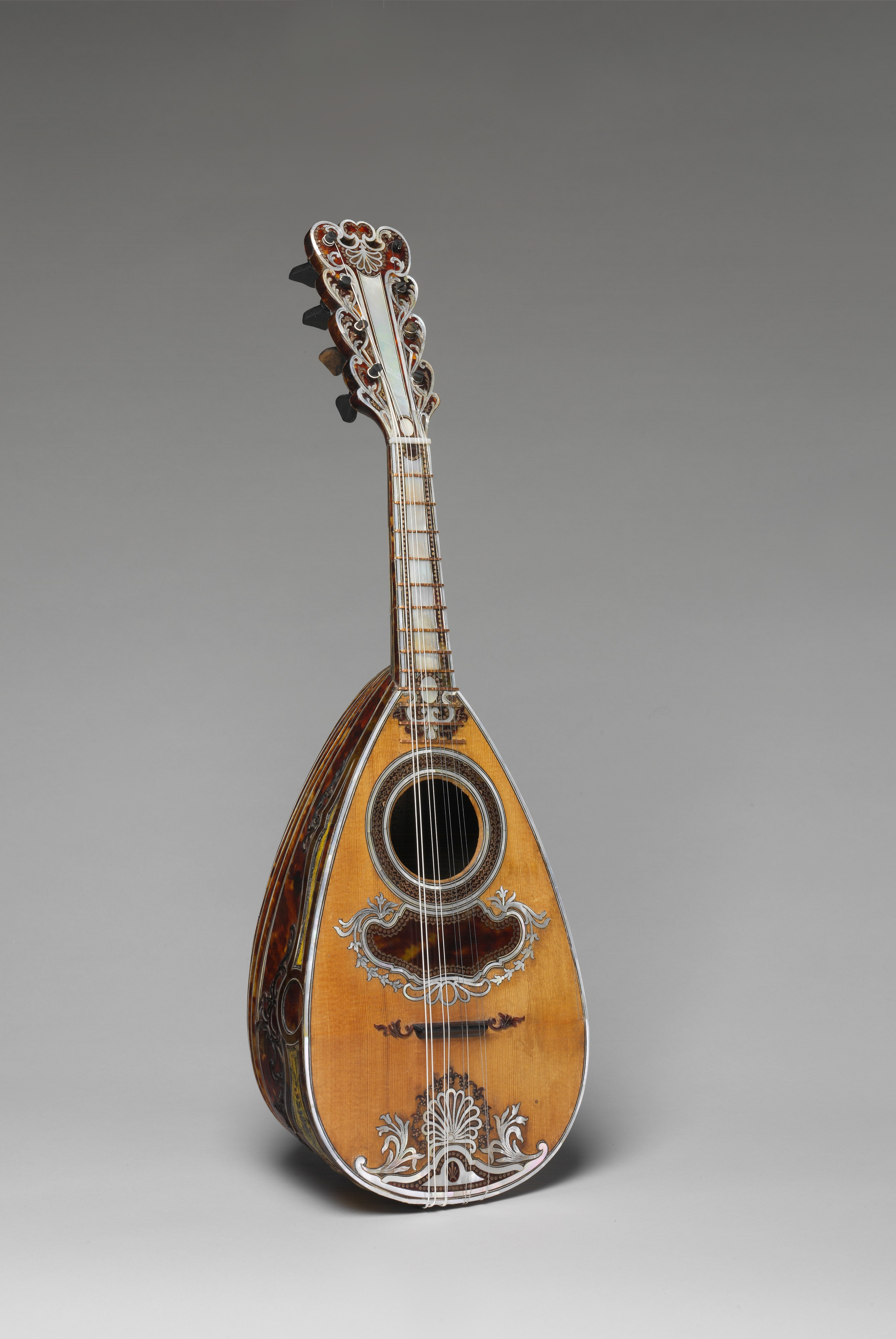
Ранняя неаполитанская мандолина Антонио Виначчиа 1781 г.
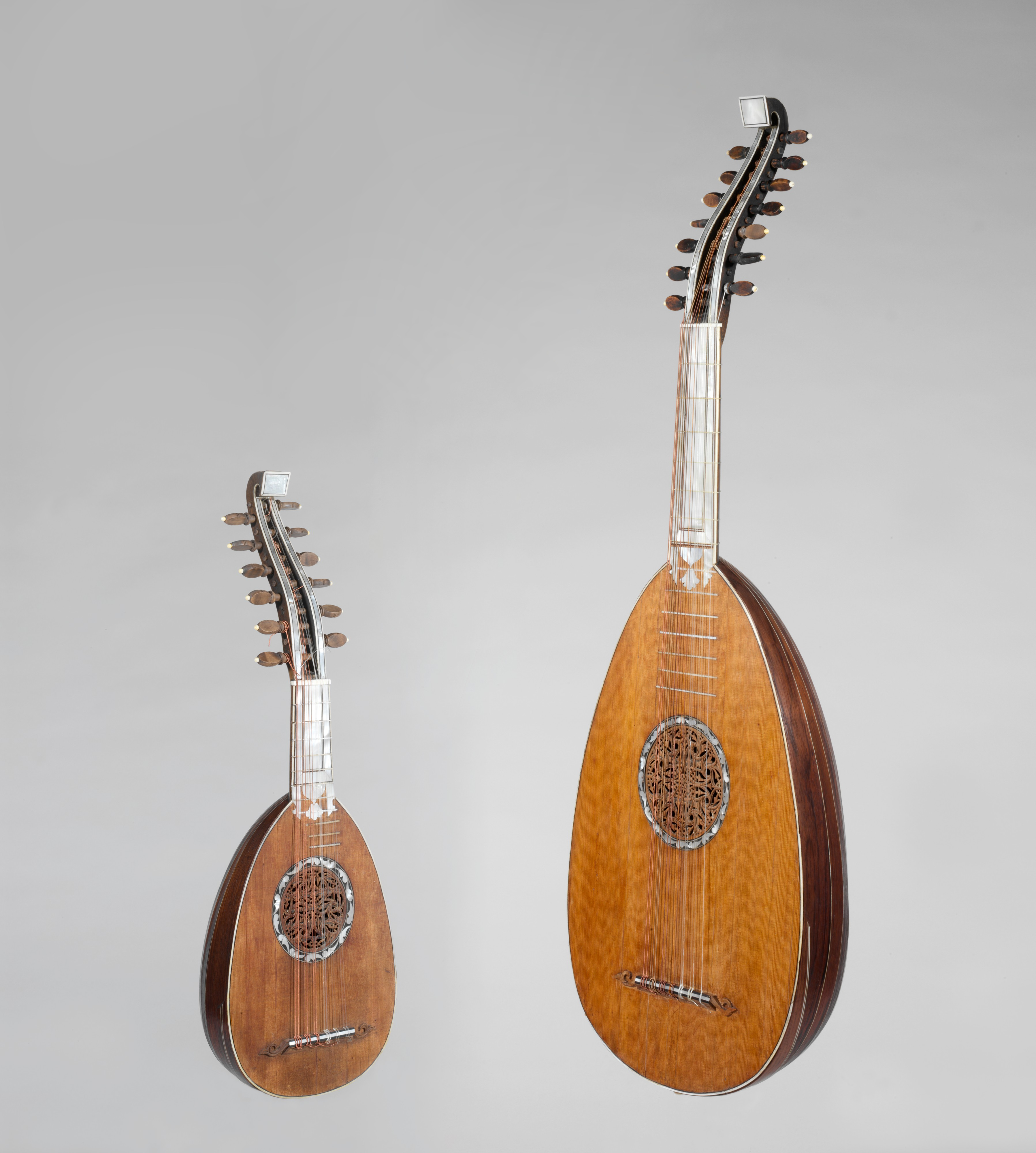
Миланская 6-хоровая мандолина и 7-хоровая мандола 1797 г.
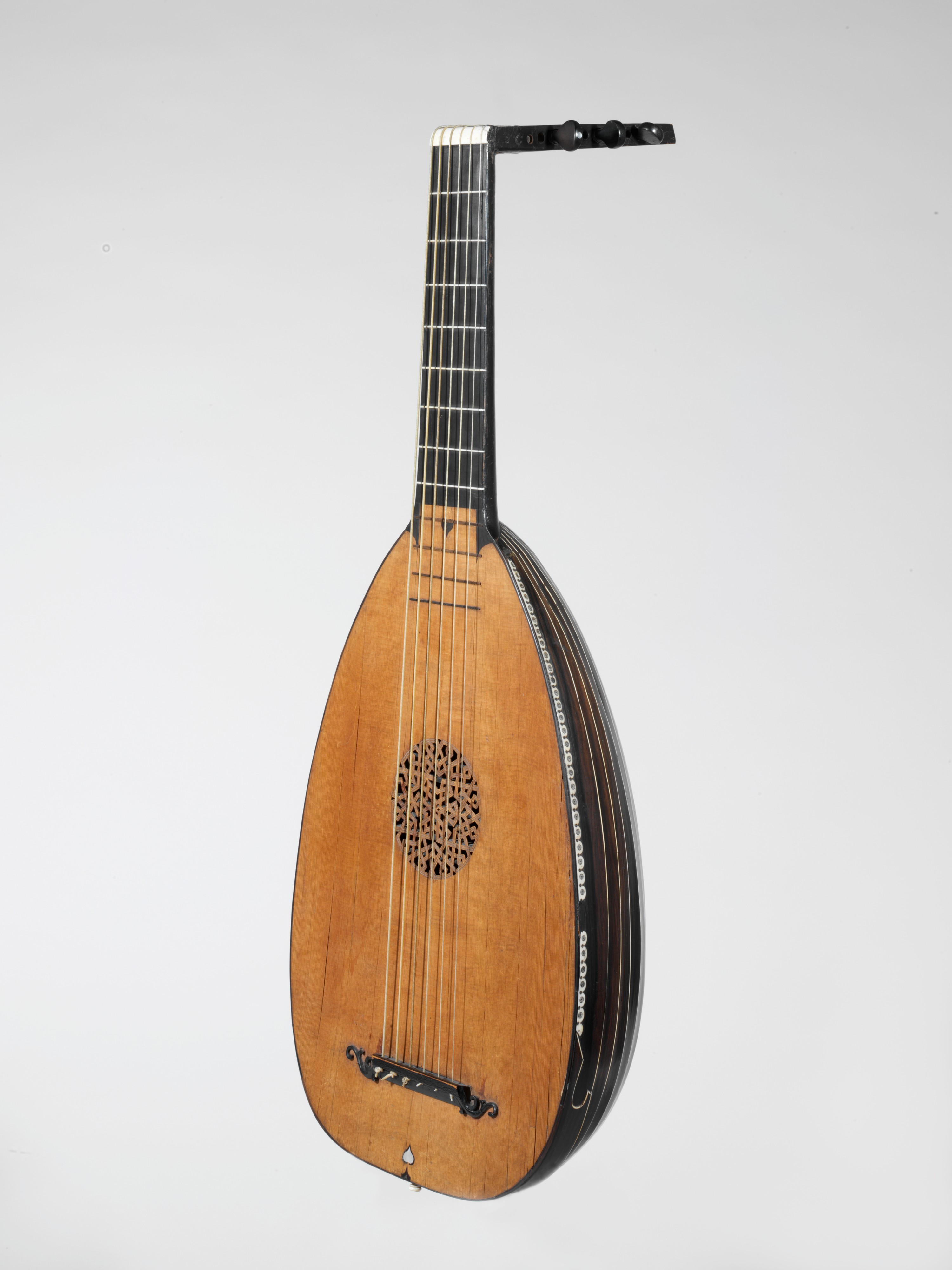
Лютня 1596 г.

В XVII веке для миланской мандолины создаются обработки танцев и песен. Вместе с другими струнными щипковыми инструментами она используется в оркестре при исполнении опер, кантат, ораторий, инструментальной музыки, в аккомпанирующей группе бассо континуо. В XVIII веке в операх и ораториях становится популярна ария с мандолинным сопровождением. Сольное исполнение достигает своей вершины в концертах и других крупных произведениях А. Вивальди, И. А. Хассе.
Для неаполитанской мандолины в 1761—1783 годах в Париже издавалось множество сборников с дуэтами мандолин, сонатами для мандолины и баса, вокальными произведениями. Л. В. Бетховеном (1770—1827) написаны три пьесы: Тема с вариациями ре мажор, Сонатина до мажор, Адажио ми-бемоль мажор. В 1963 году они были изданы в переложении В. М. Блока для фортепиано, с предисловием музыковеда Н. Л. Фишмана. В 1799 году И. Н. Гуммелем создан концерт для мандолины. Как инструмент сопровождения серенад мандолина применялась в комических операх Ревнивый любовник (1778, А. Гретри), Севильский цирюльник (1782, Д. Паизиелло), Дон Жуан (1787, В. А. Моцарт). Наиболее эффектно звучание инструмента в оркестре проявляется в хоре мандолин, например С. Прокофьев использовал 12 мандолин в «танце шута» балета Ромео и Джульетта (1938).

## В России
В 1785 году историк Яков Штелин так описывал происходящие в культурной жизни России события:
В заключение повествования о музыкальных новостях и достопримечательностях при императрице Елизавете следует упомянуть, что и итальянская гитара, вместе со своей землячкой мандолиной, принесённая разными итальянцами, появилась в Петербурге и Москве, но не успела приобрести себе здесь расположение, тем более, что не могла служить, как в Италии, для сопровождения влюблённых вздохов под окнами возлюбленной, в стране, где не в обычае ни вечерние серенады, ни вздохи на улице.
С гастролями в России выступали итальянские мандолинисты Занебони (1781, 1782), Л. Инвернарди (1795), Пьетро Вимеркати (1837), Эмилио Коломбо (1891), Эрнесто Рокко (1903).
Со второй половины 1880-х начинают издаваться школы и самоучители разных авторов: Э. И. Кёлера (1886), И. Куликова (1889—1890), Ф. Кристофаро (1896), Л. А. Надежина (1904), П. А. Розмыслова (1904), Н. П. Трапезникова (1909), И. Я. Петрова (до 1917), М. З. Бельского, В. И. Яшнева (1928), К. А. Исакова (1927), В. В. Зарнова (до 1929 года), Д. П. Александрова (1931). «Заочные уроки» Зарнова подверглись критике композитора С.З. Сендерея, отмечавшего отсутствие в них базовых сведений о технике игры, сложность понимания авторского варианта цифровой нотации, а также легкомысленность предлагаемого репертуара, не соответствующего политике активной индустриализации СССР. Оригинальной особенностью некоторых самоучителей является использование цифровой или нотно-цифровой записи произведений (табулатуры), встречающейся в изданиях разных лет, вплоть до более современных М. Л. Маранцлихта (1974) и В. П. Круглова (2008).
Так как сконструированная в 1908 году четырёхструнная домра идентична мандолине по диапазону, строю и приёмам игры, то некоторые авторы специально обозначают направленность своих школ на оба инструмента: С. Н. Тэш и Н. Н. Кудрявцев (1927), Д. Пивоваров (1927), Н. Д. Розов (1932), П. Худяков (1939), Г.Г. Михайлов (1957). То же самое относится и к нотным изданиям. Несмотря на разнообразие самоучителей большинство из них схожи друг с другом по содержанию и принципу подачи материала. Отдельно следует отметить подходящую для мандолины «Школу игры на четырёхструнной домре» Н. Т. Лысенко (1967, на русском и украинском языках), в которой акцент сделан на подробный разбор техники игры.
На мандолине играл музыкальный куплетист-эксцентрик Георгий Львович Рашковский.
С 1926 года овальные (до 1970-х), полуовальные и плоские мандолины массово выпускались на Ленинградской фабрике имени Луначарского. Последними моделями второй половины 1980-х были полуовальные мандолины с пластмассовым корпусом. Также выпуск мандолин был налажен на Ростовской, Московской экспериментальной, Шиховской фабрике, украинской Черниговской и Львовской фабрике музыкальных инструментов.

## Ансамбли мандолин
Простейшим видом мандолинного ансамбля, называемого «неаполитанским», является коллектив из нескольких мандолин прима и аккомпанирующих им гитар. В лучшем случае к ним присоединяется альтовая мандолина (мандола).
Первое упоминание о российском неаполитанском ансамбле «Санкт-Петербургский кружок любителей мандолинистов и гитаристов», под управлением русского итальянца Д. Ф. Париса, датируется 1887 годом. Его примерный состав в 1897 году включал в себя 10 мандолин и 4 гитары. Кроме него в прессе упоминаются два петербургских ансамбля под управлением Е. П. Жуковского (1889) и Н. П. Трапезникова (1899). В 1911 году опубликован устав «Первого Санкт-Петербургского кружка мандолинистов и гитаристов», но был ли это новый коллектив или какой-то из упоминаемых ранее — неизвестно.
Немного более подробные сведения имеются об «Обществе мандолинистов и гитаристов любителей в Москве» под руководством В. А. Жемчужникова (устав принят в 1897). В нём принимал участие гитарист В. А. Русанов (в период 1898—1901). Он же в 1907—1909 возглавлял оркестр дачной молодёжи (курируемый «Комитетом по благоустройству дачной местности при станции Быково Московско-Казанской железной дороги»), собиравшийся для совместной игры на мандолинах, гитарах, балалайках и фортепиано. В 1908 В. А. Русанов вместе со своим учеником В. П. Машкевичем (1888—1971) основал подобный коллектив «Московское общество любителей игры на народных инструментах и любителей светского пения», просуществовавший до 1914 года.
Вполне вероятно, что знакомство с неаполитанскими и гитарными иностранными оркестрами способствовало рождению идеи музыканта В. В. Андреева о необходимости создания первого в истории ансамбля балалаек (1887), развившегося в домрово-балалаечный Великорусский оркестр (1896), по образцу которого в России стали создаваться многочисленные оркестры русских народных инструментов. Также остаётся открытым вопрос о степени влияния мандолины на процесс воссоздания андреевской домры (1896) и становление Великорусского оркестра в целом. Например, критически относившийся к деятельности Андреева музыковед Н. Ф. Финдейзен в своих дневниках отмечал, что «домра их — это окарикатуренная мандолина» (1907).
Уроки игры на мандолине, гитаре и других инструментах входили в программу обучения Общества содействия нравственному, умственному и физическому развитию молодых людей «Маяк» (1900—1918). В 1910 году преподавателем мандолины В. И. Степановым организован учебный оркестр мандолинистов и гитаристов. Другими преподавателями в разное время были Н. П. Трапезников, С. А. Сурмилов, Ятков, Н. Я. Удал, Д. Ф. Парис, О. К. Узинг, А. Ф. Радышкевич.

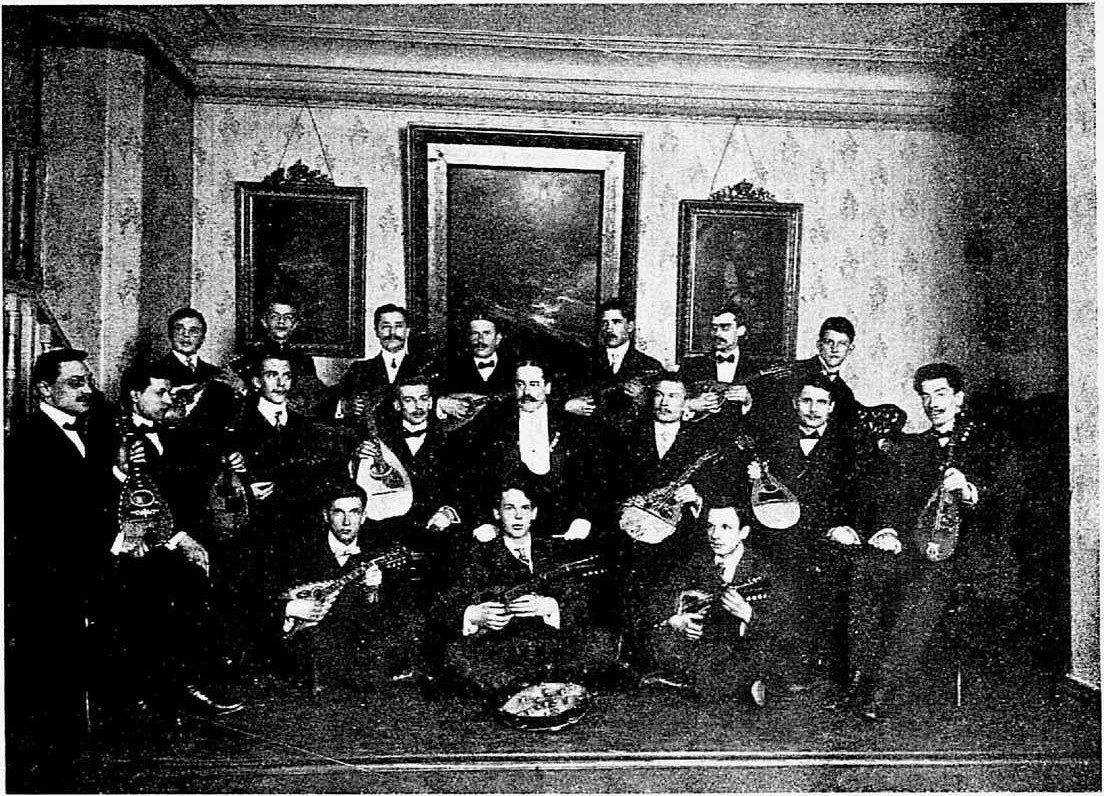
Группа мандолинистов общества «Маяк» во главе с В. И. Степановым (СПб., 1912 г.)
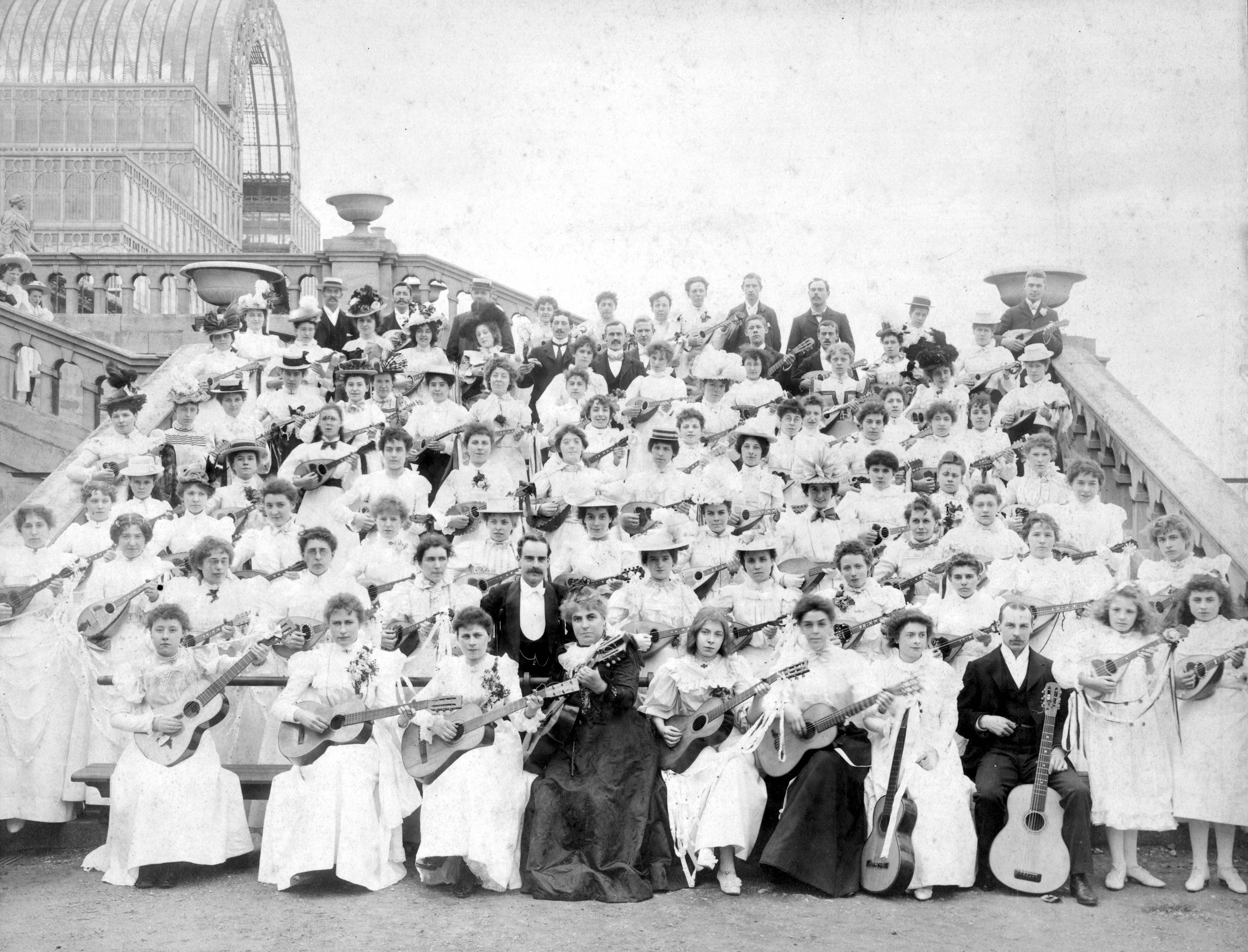
Студенческий ансамбль на крыльце Хрустального дворца в Лондоне (июнь 1899)
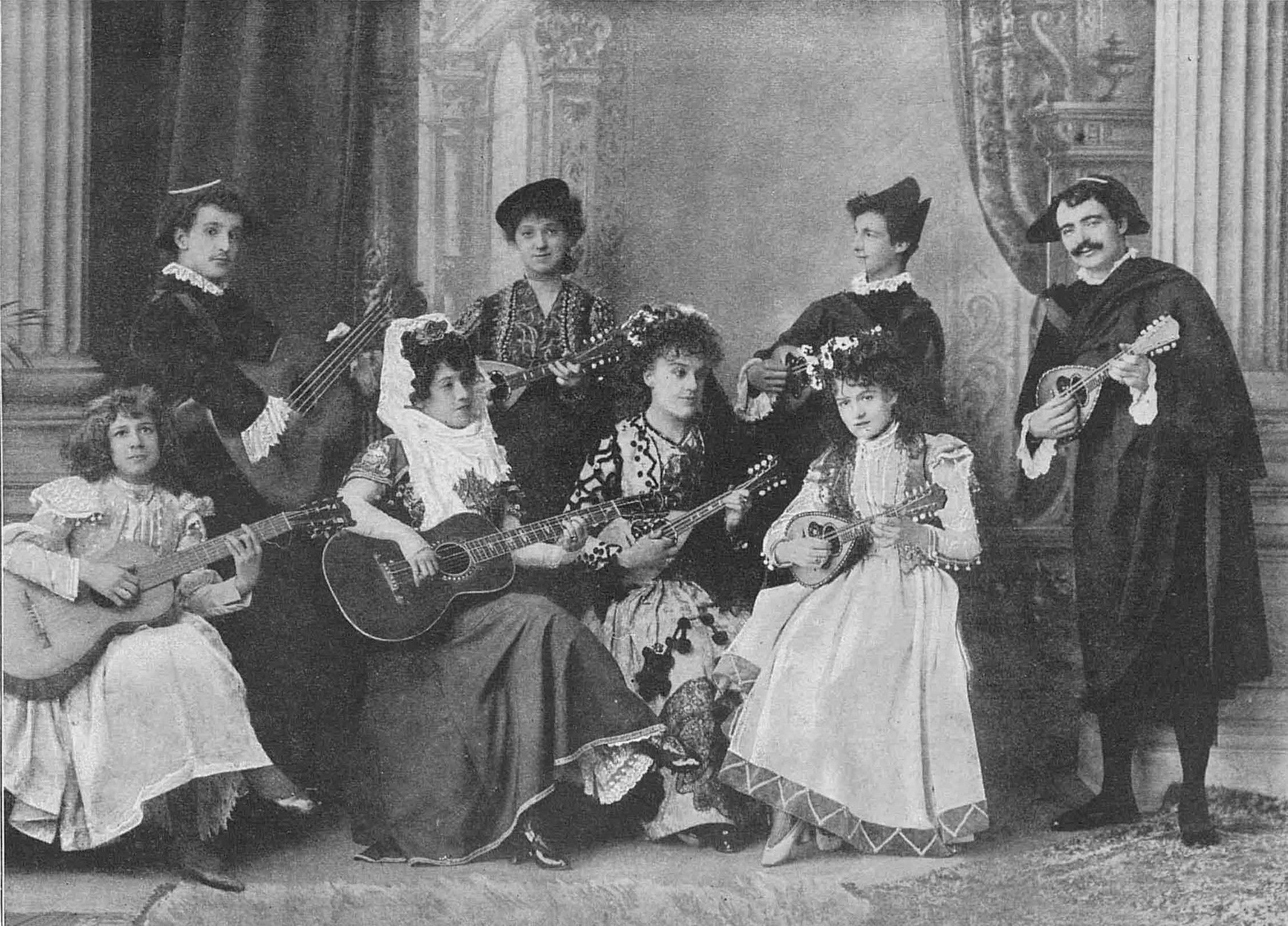
Испанский ансамбль Zerega’s Spanish Troubadours[англ.] (1896)

В 1920—1930-е годы в деревенских и сельских клубах создаются самодеятельные ансамбли случайного состава из любых доступных музыкальных инструментов. Популярным видом ансамбля становится трио мандолины, балалайки и гитары, для которого издавалась нотная литература. В городских клубах организуются неаполитанские оркестры, в том числе смешанного состава (с добавлением балалаек и других инструментов). Их репертуар в основном состоял из разученных по слуху популярных уличных песенок, цыганских романсов, фокстротов и прочего.
Во второй половине 1920-х Н. Я. Шмелёвым организован оркестр мандолин, мандол и лют при Доме культуры меховой фабрики «Белка» (г. Слободской Кировской области). После смены руководителя в 1946 году коллектив был постепенно преобразован в оркестр домр, балалаек и баянов. В том же 1946 году на Всесоюзном радио (Москва) организован профессиональный Неаполитанский ансамбль Н. Д. Мисаилова. В период борьбы с космополитизмом (1948—1953) ансамбль был расформирован и возрождён в 1957 году в ДК МВТУ им. Баумана. Другие известные коллективы: Неаполитанский ансамбль Н. Д. Розова (Москва, основан до 1929), Неаполитанский оркестр В. В. Целиковского (Тверь, 1930), самодеятельный Неаполитанский ансамбль Н. Н. Сипкина «Домашнее музицирование» (Москва, 1945), Неаполитанский оркестр А. Г. Катышева при ДК «Кировец» (СПб., 1948), Оркестр Б. Я. Тилеса при ДК им. Первой пятилетки (СПб., осн. до 1952), Ансамбль А. И. Навроцкого при ДК УЗТМ г. Свердловска (1950-е), Ансамбль С. Н. Лачинова (Москва, 1947—1967). Их репертуар в основном состоял из произведений советских композиторов и переложений классической музыки.
Высокая популярность мандолинных оркестров в России, на Украине и в Белоруссии сохранялась до начала 1960-х. С другой стороны, музыковед Рогаль-Левицкий ещё в 1956 году отмечал, что их популярность резко снизилась за последние 30—40 лет. Связано это было с возросшей конкуренцией со стороны активно культивируемых в СССР самодеятельных и профессиональных оркестров русских народных инструментов.
Неаполитанские оркестры в период второй половины XIX — первой половины XX века, кроме самой Италии и некоторых других стран Европы, также обрели популярность в США, Канаде, Австралии, Японии.

## Виды
Идеи по созданию полноценного неаполитанского оркестра и квартета потребовали разработки мандолин регистровых разновидностей. Так в 1890-х годах, по инициативе итальянского музыканта Луиджи Эмбергера, были сконструированы две мандолины увеличенных размеров, предназначавшиеся для создаваемого Эмбергером классического мандолинного квартета, состоящего из двух мандолин, мандолы и люты:64. Кроме «классического» существует и «романтический» вид квартета из двух мандолин, октавной мандолы и гитары (вместо гитары реже используется люта):195. Мандолинистом Раффаэле Калаче (1863—1934) в роли солирующего инструмента активно использовалась разновидность люты с пятью хорами и строем CGDAE:205.
Л. Эмбергером также была создана оркестровая разновидность уменьшенной мандолины пикколо terzini. Создание контрабаса (лиолы:205, мандолоне) в строе Aк Dб Gб Cм и пикколо quartini и приписывается семейству итальянских мастеров Виначчиа. Мандолина пикколо используется очень редко в больших оркестрах или как инструмент для маленьких детей:206-207.
| Английское название | Регистровые разновидности                   | Строй                                                                              | Мензура, см | Длина, см | Нотация                                                                                       |
| ------------------- | ------------------------------------------- | ---------------------------------------------------------------------------------- | ----------- | --------- | --------------------------------------------------------------------------------------------- |
| Piccolo mandolin    | Пикколо                                     | C1 G1 D2 A2 (quartini) D1 A1 E2 H2 H{\displaystyle \flat }м F1 C2 G2 (terzini:207) | 26,6        |           | Транспонируется ниже реального звучания на кварту, квинту или малую терцию в скрипичном ключе |
| Mandolin            | Мандолина, прима                            | Gм D1 A1 E2                                                                        | 33,5—35,7   | 61—63,5   | В скрипичном ключе                                                                            |
| Mandola             | Мандола, альт                               | Cм Gм D1 A1                                                                        | 45          | 77        | В альтовом ключе                                                                              |
| Octave mandolin     | Октавная мандолина, октавная мандола, тенор | Gб Dм Aм E1                                                                        | 52          |           | Транспонируется выше на октаву в скрипичном ключе                                             |
| Mandocello          | Люта, виолончель                            | Cб Gб Dм Aм                                                                        | 60,1        | 95,7      | В басовом ключе                                                                               |
| Mandobass           | Контрабас                                   | Eк Aк Dб Gб (струны одинарные)                                                     | 98,8        | 157,3     | Транспонируется выше на октаву в басовом ключе                                                |

| Вид               | Высота | Ширина  | Длина   |
| ----------------- | ------ | ------- | ------- |
| Овальная (прима)  | 14,5   | 20—21   | 31,5—32 |
| Полуовальная      | 9,5    | 24,5—25 | 31,5—32 |
| Плоская           | 7      | 27      | 31,5—32 |
| Мандола овальная  | 18,5   | 25      | 35—36   |
| Люта овальная     | 21,5   | 30      | 46—48   |
| Контрабас плоская | 13     | 76      | 91—92   |

По форме корпуса
- Овальная (неаполитанская) — корпус (кузов) выпуклый каплевидный, собирается из 15—30 узких клёпок. Верхняя дека с изломом (перегибом[81]) в 7—10°, находящимся за подставкой на расстоянии 3—4 мм от места её установки[80]. Кузов мандолины прима начинается от 10-го лада на грифе[77].
- Полуовальная (венская) — конструкция схожа с плоской мандолиной, но отличается от неё чуть более узким корпусом и слегка выпуклым дном (нижней декой), которое может изготавливаться из фанеры или 5—7 клёпок равной ширины[80]. Из-за несущественных отличий полуовальной мандолины от плоской, в обиходе её также могут называть «плоской» или «португальской».
- Плоская (португальская) — корпус состоит из двух округлых плоских дек и обечайки[77] (схож с португальской гитарой).

Звучание овальной мандолины приглушённое и мягкое, полуовальной — более яркое, плоской мандолины — открытое и резкое.

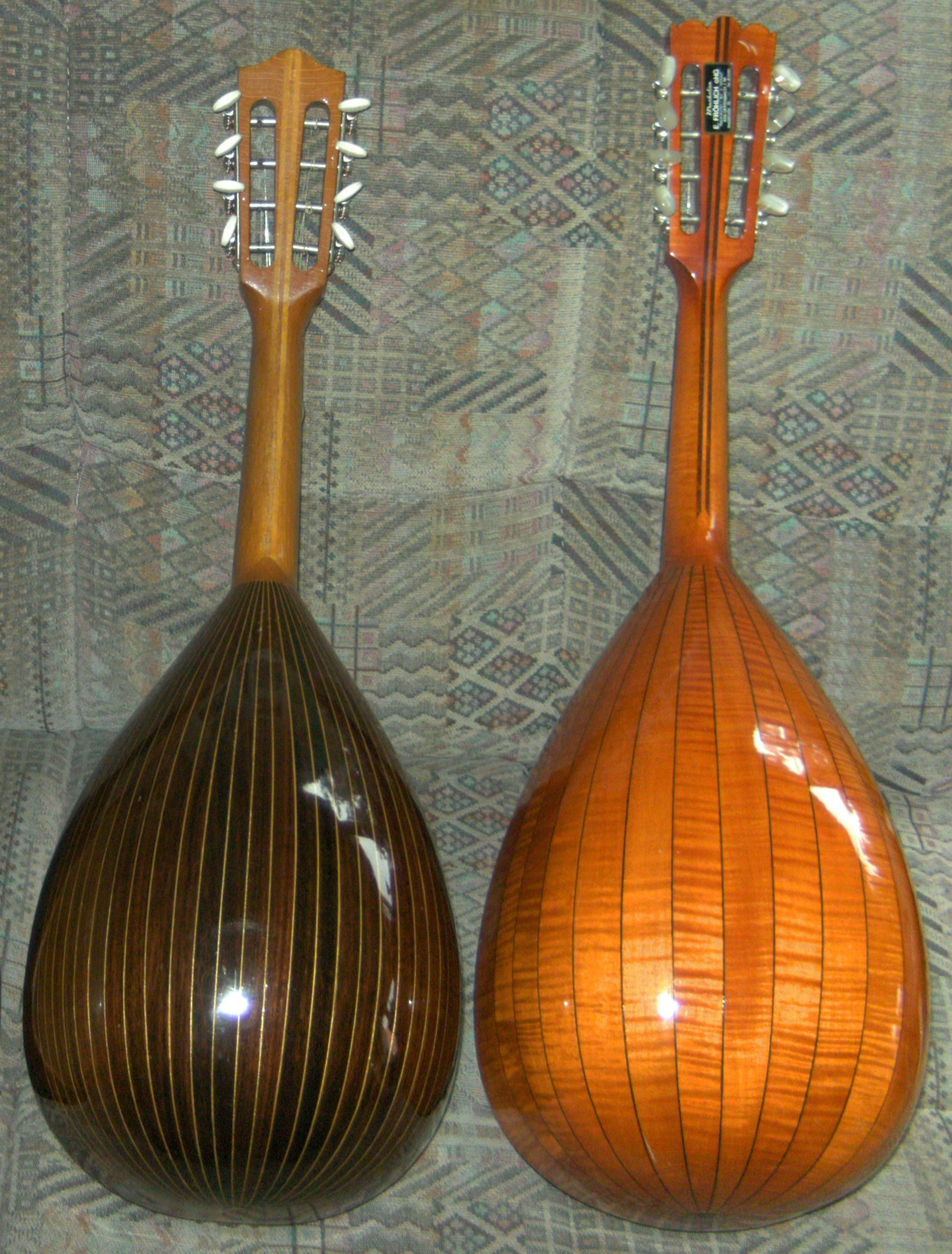
Овальные
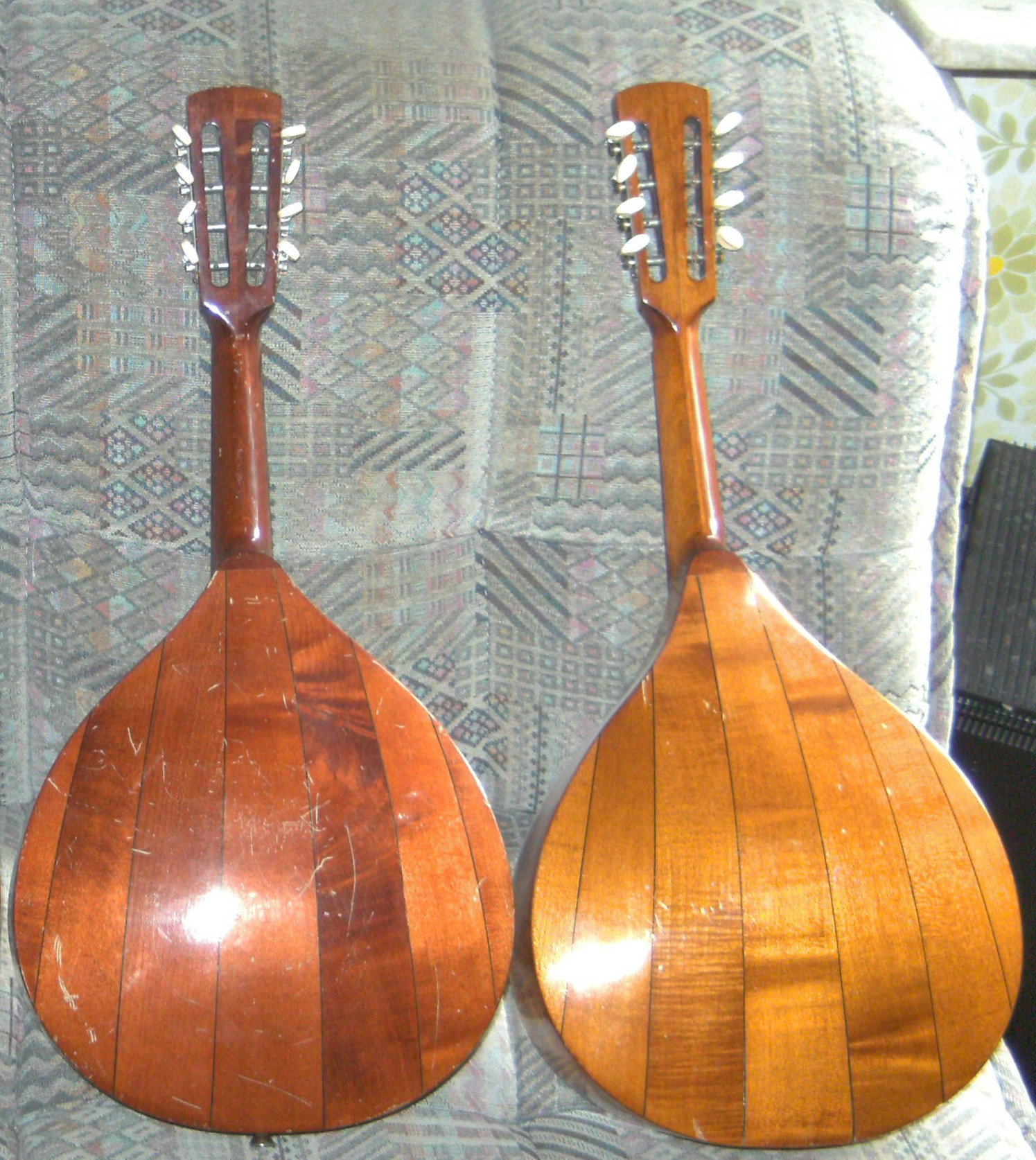
Полуовальные
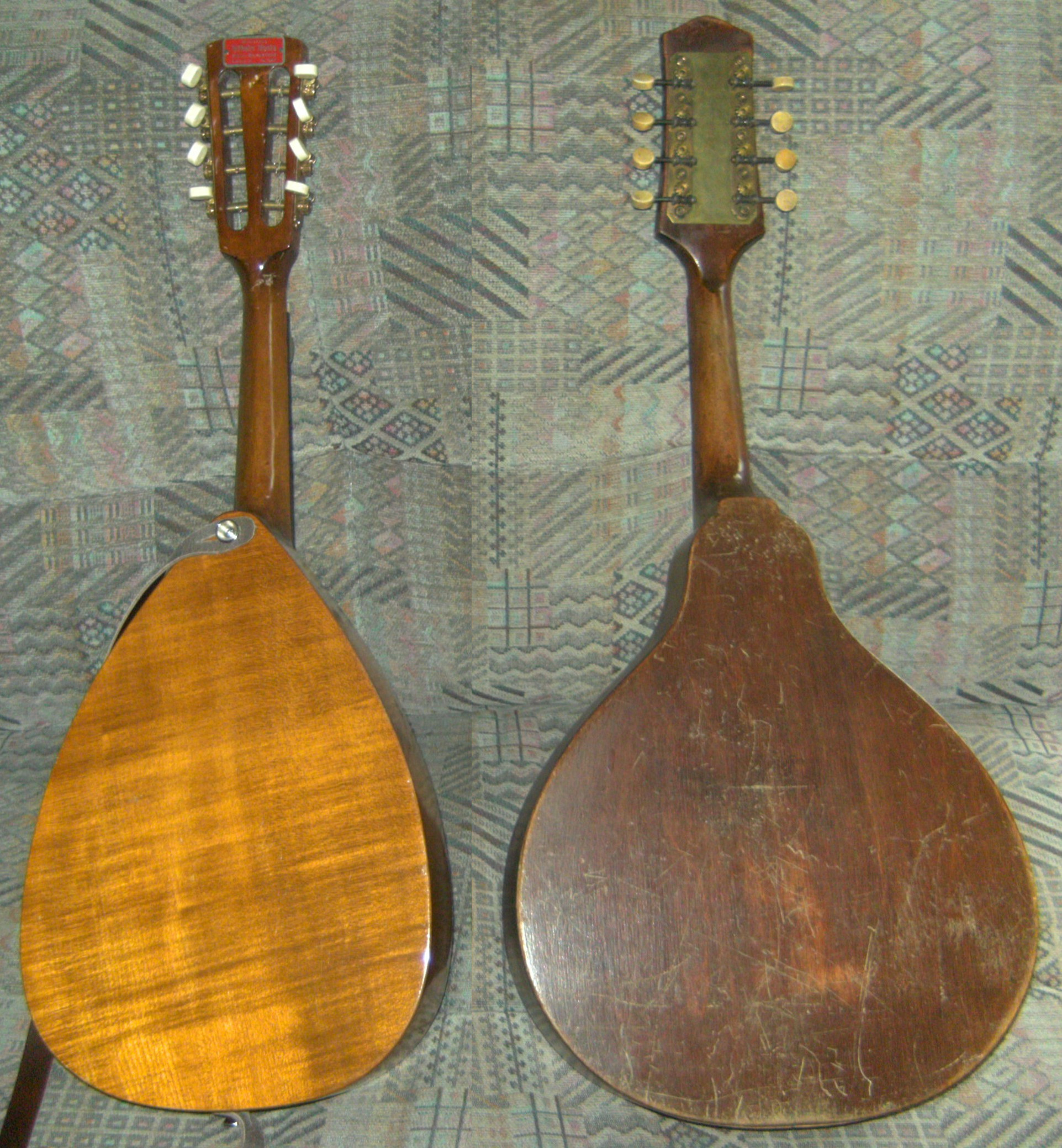
Плоские (с узким корпусом и обычная)
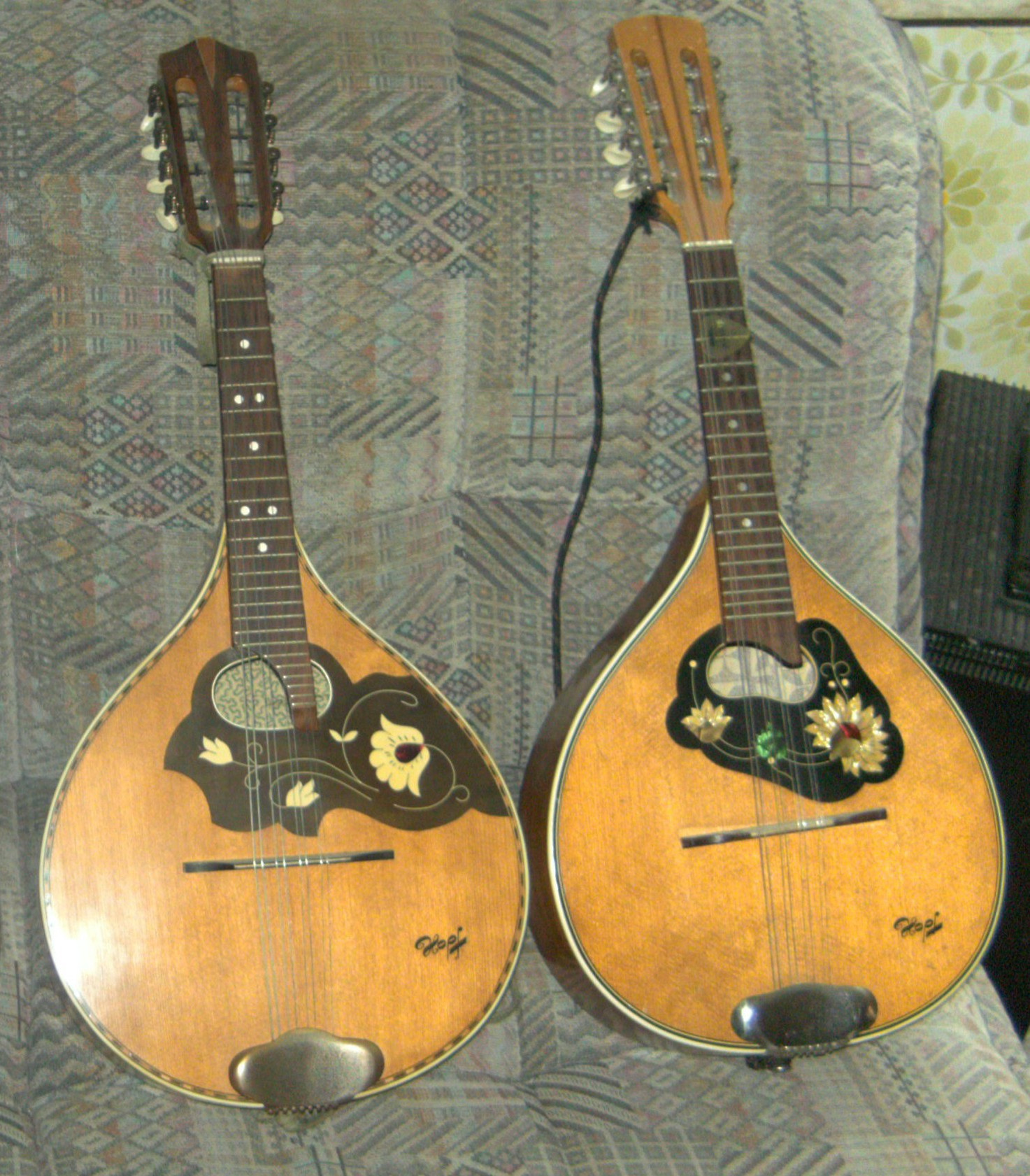
Лицевая сторона полуовальных или плоских мандолин

Мандолина Гибсона — мандолина с выпуклыми деками (archtop) и узкой обечайкой как у скрипки. Разработана О. Гибсоном в 1890-х годах. В 1922 ведущим конструктором компании «Gibson» Л. Лоэром была представлена мандолина со скрипичными резонаторными отверстиями (эфами). Мандолина Гибсона имеет две различные формы корпуса: с завитком (F-стиль) и без завитка (A-стиль). К 1935 году в США она почти полностью заменила собой овальную мандолину, даже в ансамблях классической музыки. К середине XX века, благодаря мандолинисту Биллу Монро, вошла в состав блюграсс-ансамбля, где одной из её функций стала ритмическая поддержка вторых и четвёртых долей такта игрой приглушёнными аккордами (chop chords).
Мандриола европейская, трихордия мексиканская — мандолина с тройными хорами, настраивающимися в унисон Gм D1 A1 E2 или октаву GбGмGм — DмD1D1 — AмA1A1 — E1E2E2 .

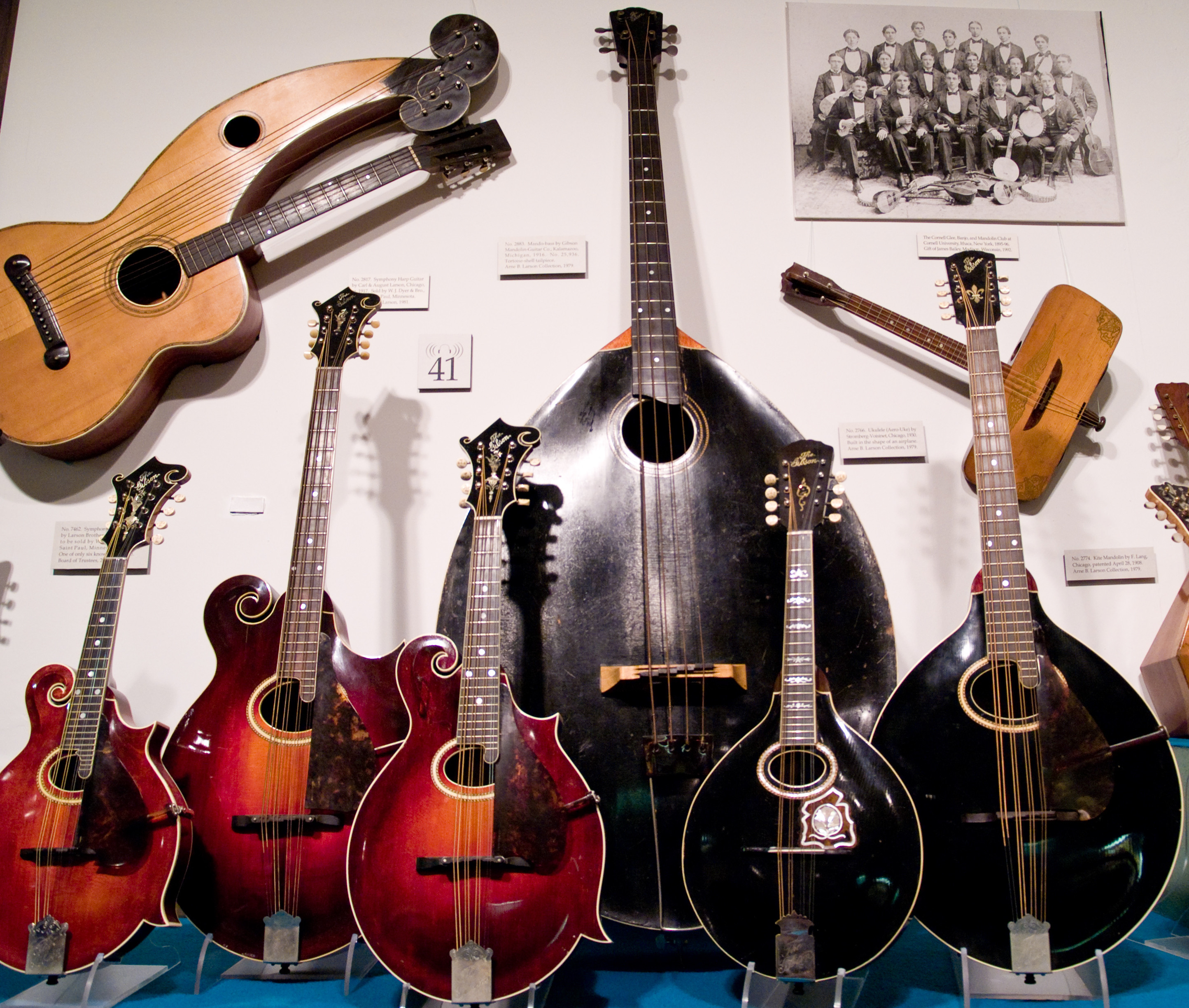
Мандолины Гибсона 1904—1924 годов: 1. мандолина, 2. люта, 3. мандола (с завитком), 4. контрабас, 5. мандолина, 6. люта (без завитка)
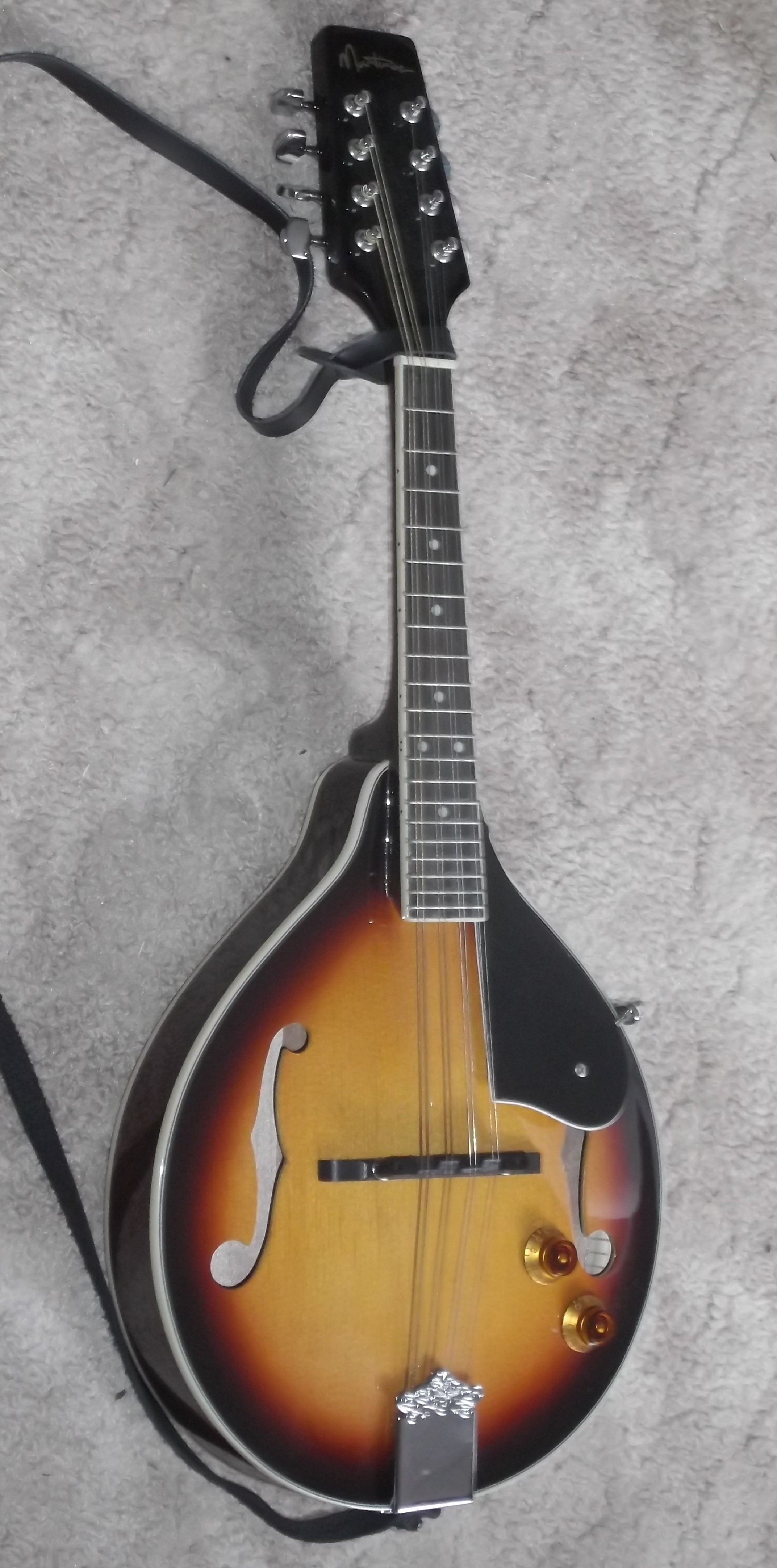
Современная мандолина Гибсона с эфами
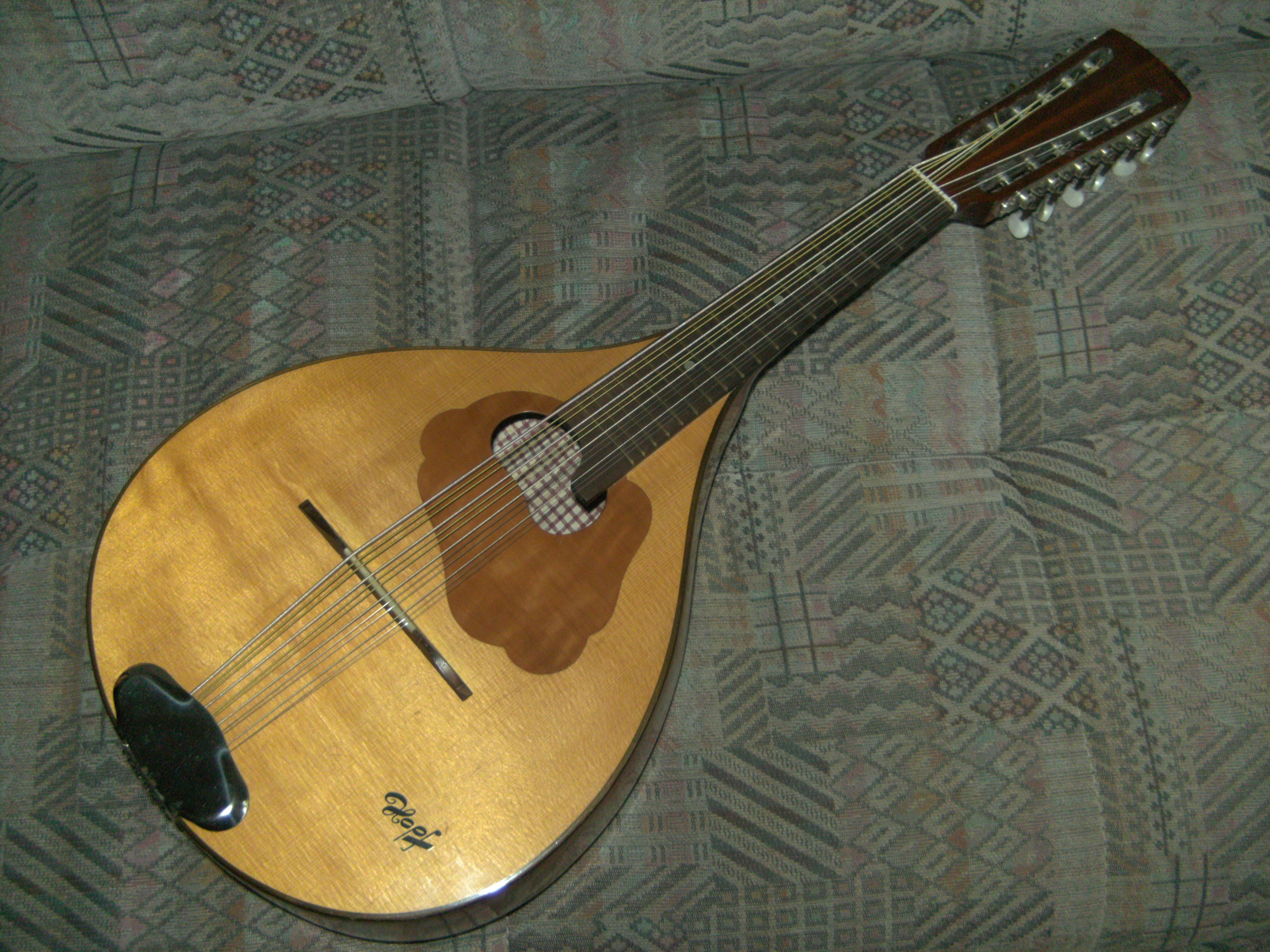
Мандриола с октавной настройкой хоров